# Gustav Schmitt

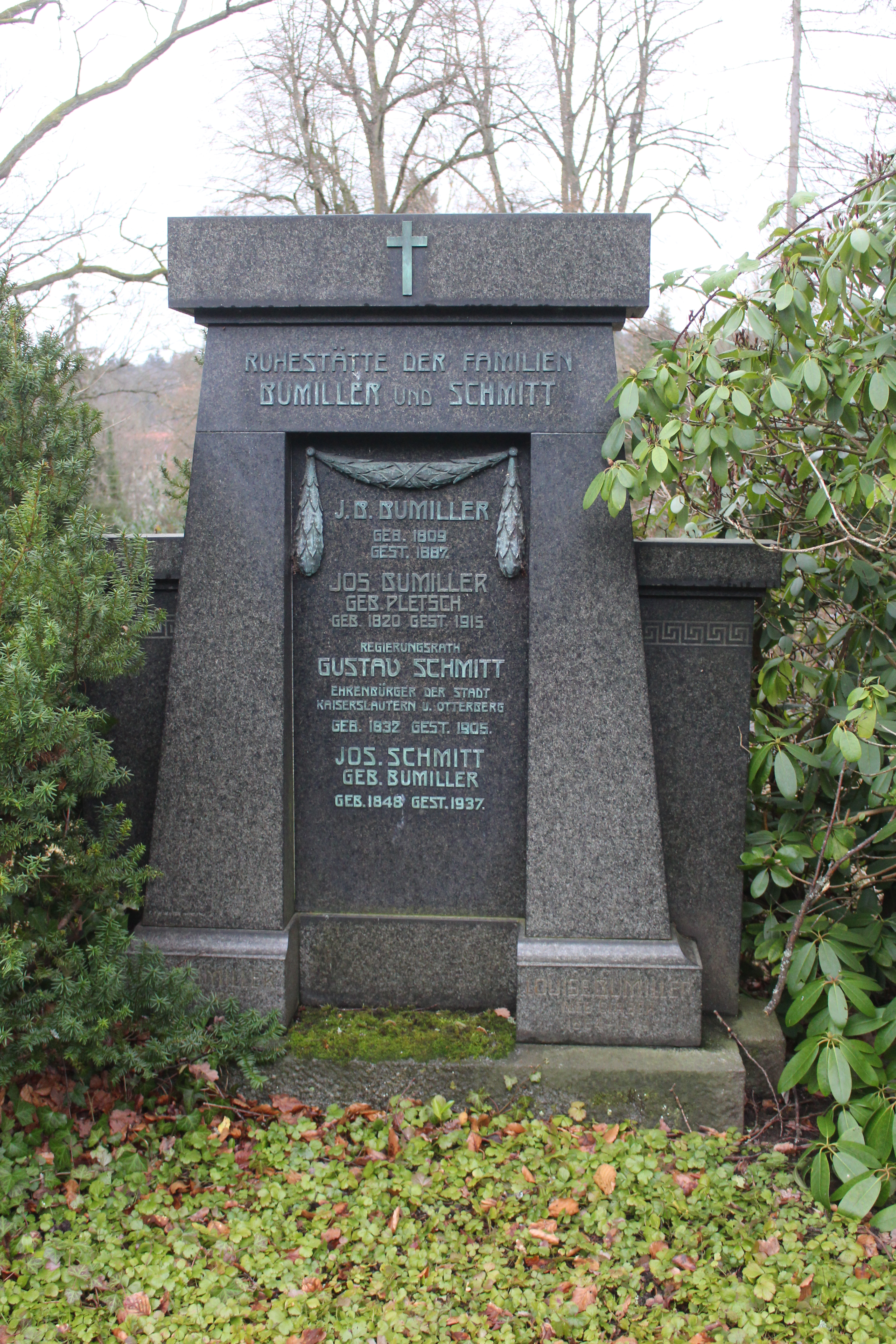
Grabstätte von Gustav Schmitt, Hauptfriedhof Kaiserslautern

Gustav Schmitt (* 1. März 1832 in Deidesheim; † 1905) war Bezirksamtmann, Landtagsabgeordneter und Regierungsrat.

## Leben
Er wurde 1902 Ehrenbürger von Kaiserslautern, im gleichen Jahr auch in Otterberg im Kreis Kaiserslautern. Schmitt wurde wegen seiner Verdienste um Förderung der Kunst und allgemeine Wohlfahrt geehrt. So war er auch Initiator des Distriktkrankenhauses in Kaiserslautern. Eine in der Minderheit verbliebene Gruppe im Stadtrat Kaiserslautern  war gegen diese Ehrung, denn er hätte als übergeordneter Beamter auch für die Stadt Kaiserslautern nur seine Amtspflichten erfüllt und keine besondere Ehrung dadurch verdient.
Schmitt wurde als Abgeordneter in den 27. (1875–1876) und den 28. Landtag (1877–1881) der Kammer der Abgeordneten des Königreichs Bayern gewählt.